# NGC 3874
NGC 3874 је двојна звезда у сазвежђу Девица која се налази на NGC листи објеката дубоког неба.
Деклинација објекта је + 8° 34' 27" а ректасцензија 11h 45m 37,9s. Привидна величина (магнитуда) објекта NGC 3874 износи 12,9.